# Maixin
Maixin (kinesiska: 麦新, 麦新镇) är en köping i Kina. Den ligger i den autonoma regionen Inre Mongoliet, i den norra delen av landet, omkring 810 kilometer öster om regionhuvudstaden Hohhot. Antalet invånare är 32830. Befolkningen består av 16 298 kvinnor och 16 532 män. Barn under 15 år utgör 16,0 %, vuxna 15-64 år 78 %, och äldre över 65 år 5,0 %.
Genomsnittlig årsnederbörd är 568 millimeter. Den regnigaste månaden är juli, med i genomsnitt 159 mm nederbörd, och den torraste är januari, med 2 mm nederbörd.